# Sindaci di Casoli
Di seguito l'elenco cronologico dei sindaci di Casoli e delle altre figure apicali equivalenti che si sono succedute nel corso della storia.

## Regno d'Italia (1895-1946)
| Sindaci nominati dal Consiglio comunale (1895-1926)                                                   | Sindaci nominati dal Consiglio comunale (1895-1926) | Sindaci nominati dal Consiglio comunale (1895-1926)           | Sindaci nominati dal Consiglio comunale (1895-1926) | Sindaci nominati dal Consiglio comunale (1895-1926) |
| Nominativo                                                                                            | Partito                                             | Partito                                                       | Mandato                                             | Mandato                                             |
| Nominativo                                                                                            | Partito                                             | Partito                                                       | Inizio                                              | Fine                                                |
| --- | --------------------------------------------------- | ------------------------------------------------------------- | --------------------------------------------------- | --------------------------------------------------- |
| Pasquale Masciantonio                                                                                 |                                                     | Sinistra storica                                              | 1895                                                | gennaio 1899                                        |
| Esculapio De Cinque (facente funzioni)                                                                |                                                     | Sinistra storica                                              | gennaio 1899                                        | maggio 1899                                         |
| Esculapio De Cinque                                                                                   |                                                     | Sinistra storica                                              | maggio 1899                                         | 4 gennaio 1900                                      |
| Domenico Rossetti (facente funzioni)                                                                  |                                                     | Sinistra storica                                              | 4 gennaio 1900                                      | marzo 1900                                          |
| Domenico Rossetti                                                                                     |                                                     | Sinistra storica                                              | marzo 1900                                          | 14 dicembre 1910                                    |
| Sebastiano Sacchetti (Commissario prefettizio)                                                        | –                                                   | –                                                             | 14 dicembre 1910                                    | 31 dicembre 1910                                    |
| Mariano Pierro (Commissario prefettizio)                                                              | –                                                   | –                                                             | 31 dicembre 1910                                    | 11 marzo 1911                                       |
| Mosè Ricci                                                                                            |                                                     | Sinistra storica (1911-1913) poi Partito Liberale (1913-1915) | 11 marzo 1911                                       | 30 maggio 1915                                      |
| Nicola Travaglini (Assessore facente funzioni)                                                        |                                                     | Partito Liberale                                              | 30 maggio 1915                                      | 22 dicembre 1918                                    |
| Mosè Ricci                                                                                            |                                                     | Partito Liberale                                              | 22 dicembre 1918                                    | 26 settembre 1920                                   |
| Umberto D'Eufemia Carminantonio De Simone (Commissari prefettizi)                                     | –                                                   | –                                                             | 26 settembre 1920                                   | 10 febbraio 1921                                    |
| Mosè Ricci                                                                                            |                                                     | Partito Liberale                                              | 10 febbraio 1921                                    | 31 marzo 1924                                       |
| Luciano Quargnali Antonio Capobianchi (Commissari prefettizi)                                         | –                                                   | –                                                             | 31 marzo 1924                                       | 7 luglio 1924                                       |
| Cesare Perdisa (Commissario prefettizio)                                                              | –                                                   | –                                                             | 7 luglio 1924                                       | 15 aprile 1925                                      |
| Nicola Travaglini                                                                                     |                                                     | Partito Liberale                                              | 15 aprile 1925                                      | 13 dicembre 1925                                    |
| Ennio Palmerio (Regio commissario straordinario)                                                      | –                                                   | –                                                             | 13 dicembre 1925                                    | 29 maggio 1926                                      |
| Podestà nominati dal governo (1926-1944)                                                              |                                                     |                                                               |                                                     |                                                     |
| Nominativo                                                                                            | Partito                                             | Partito                                                       | Mandato                                             | Mandato                                             |
| Nominativo                                                                                            | Partito                                             | Partito                                                       | Inizio                                              | Fine                                                |
| Giorgio De Cinque (Commissario prefettizio)                                                           | –                                                   | –                                                             | 29 maggio 1926                                      | aprile 1927                                         |
| Giorgio De Cinque                                                                                     |                                                     | Partito Nazionale Fascista                                    | aprile 1927                                         | dicembre 1930                                       |
| Sabino Serdini (Commissario prefettizio)                                                              | –                                                   | –                                                             | dicembre 1930                                       | 12 giugno 1931                                      |
| Mosè Ricci                                                                                            |                                                     | Partito Nazionale Fascista                                    | 12 giugno 1931                                      | giugno 1939                                         |
| Mario Tino Domenico Taddeo Di Benedetto Bruno Mastrovich Francesco Indraccolo (Commissari prefettizi) | –                                                   | –                                                             | giugno 1939                                         | febbraio 1942                                       |
| Giustino Marino (Commissario prefettizio)                                                             | –                                                   | –                                                             | febbraio 1942                                       | 1º aprile 1942                                      |
| Giustino Marino                                                                                       |                                                     | Partito Nazionale Fascista                                    | 1º aprile 1942                                      | aprile 1944                                         |
| Sindaci del periodo costituzionale transitorio (1944-1946)                                            |                                                     |                                                               |                                                     |                                                     |
| Nominativo                                                                                            | Partito                                             | Partito                                                       | Mandato                                             | Mandato                                             |
| Nominativo                                                                                            | Partito                                             | Partito                                                       | Inizio                                              | Fine                                                |
| Giustino Marino                                                                                       |                                                     | Indipendente                                                  | aprile 1944                                         | 24 luglio 1944                                      |
| Carlo Barbero (Commissario prefettizio)                                                               | –                                                   | –                                                             | 24 luglio 1944                                      | 14 ottobre 1944                                     |
| Giulio Di Giorgio                                                                                     |                                                     | Indipendente                                                  | 14 ottobre 1944                                     | 14 luglio 1945                                      |
| Pasquale Talone (facente funzioni)                                                                    |                                                     | Indipendente                                                  | 14 luglio 1945                                      | 7 aprile 1946                                       |

## Repubblica Italiana (dal 1946)
| Sindaci eletti dal Consiglio comunale (1946-1993)    | Sindaci eletti dal Consiglio comunale (1946-1993) | Sindaci eletti dal Consiglio comunale (1946-1993)                    | Sindaci eletti dal Consiglio comunale (1946-1993) | Sindaci eletti dal Consiglio comunale (1946-1993) | Sindaci eletti dal Consiglio comunale (1946-1993) |
| Nominativo                                           | Partito                                           | Partito                                                              | Mandato                                           | Mandato                                           | Elezione                                          |
| Nominativo                                           | Partito                                           | Partito                                                              | Inizio                                            | Fine                                              | Elezione                                          |
| ---------------------------------------------------- | ------------------------------------------------- | -------------------------------------------------------------------- | ------------------------------------------------- | ------------------------------------------------- | ------------------------------------------------- |
| Francesco Ricci                                      |                                                   | Lista civica di centro Unione casolana per la Concordia e la Libertà | 7 aprile 1946                                     | 2 luglio 1951                                     | Elezione 1946                                     |
| Mosè Franchetti                                      |                                                   | Democrazia Cristiana                                                 | 2 luglio 1951                                     | 25 giugno 1956                                    | Elezione 1951                                     |
| Giorgio De Cinque                                    |                                                   | Democrazia Cristiana                                                 | 25 giugno 1956                                    | 1960                                              | Elezione 1956                                     |
| Germano De Cinque                                    |                                                   | Democrazia Cristiana                                                 | 1960                                              | novembre 1964                                     | Elezione 1960                                     |
| Gabriele Porreca                                     |                                                   | Democrazia Cristiana                                                 | novembre 1964                                     | 1966                                              | Elezione 1964                                     |
| Domenico Simeone                                     |                                                   | Democrazia Cristiana                                                 | 1966                                              | 16 settembre 1970                                 | Elezione 1966                                     |
| Filippo Travaglini                                   |                                                   | Democrazia Cristiana                                                 | 16 settembre 1970                                 | gennaio 1972                                      | Elezione 1970                                     |
| Attilio Siani (Commissario prefettizio)              | –                                                 | –                                                                    | gennaio 1972                                      | 13 gennaio 1973                                   | –                                                 |
| Luigi Vassalli                                       |                                                   | Democrazia Cristiana                                                 | 13 gennaio 1973                                   | 14 giugno 1978                                    | Elezione 1973                                     |
| Giacomo Ricci                                        |                                                   | Democrazia Cristiana                                                 | 14 giugno 1978                                    | 20 settembre 1990                                 | Elezione 1978                                     |
| Giacomo Ricci                                        | Elezione 1983                                     | Democrazia Cristiana                                                 | 14 giugno 1978                                    | 20 settembre 1990                                 |                                                   |
| Giacomo Ricci                                        | Elezione 1988                                     | Democrazia Cristiana                                                 | 14 giugno 1978                                    | 20 settembre 1990                                 |                                                   |
| Giancarlo Barrella                                   |                                                   | Democrazia Cristiana                                                 | 20 settembre 1990                                 | 7 giugno 1993                                     | Elezione 1990                                     |
| Sindaci eletti direttamente dai cittadini (dal 1993) |                                                   |                                                                      |                                                   |                                                   |                                                   |
| Nominativo                                           | Lista                                             | Lista                                                                | Mandato                                           | Mandato                                           | Elezione                                          |
| Nominativo                                           | Lista                                             | Lista                                                                | Inizio                                            | Fine                                              | Elezione                                          |
| Mario Travaglini                                     |                                                   | Lista civica di centro-destra Democratici per il Rinnovamento        | 7 giugno 1993                                     | 28 aprile 1997                                    | Elezione 1993                                     |
| Silvana Vassalli                                     |                                                   | L'Ulivo                                                              | 28 aprile 1997                                    | 14 maggio 2001                                    | Elezione 1997                                     |
| Giancarlo Barrella                                   |                                                   | La Casa delle Libertà                                                | 14 maggio 2001                                    | 30 maggio 2006                                    | Elezione 2001                                     |
| Sergio De Luca                                       |                                                   | Lista civica di centro-sinistra Uniti per Casoli                     | 30 maggio 2006                                    | 6 giugno 2016                                     | Elezione 2006                                     |
| Sergio De Luca                                       | Elezione 2011                                     | Lista civica di centro-sinistra Uniti per Casoli                     | 30 maggio 2006                                    | 6 giugno 2016                                     |                                                   |
| Massimo Tiberini                                     |                                                   | Lista civica di centro-sinistra Uniti per Casoli                     | 6 giugno 2016                                     | in carica                                         | Elezione 2016                                     |
| Massimo Tiberini                                     | Elezione 2021                                     | Lista civica di centro-sinistra Uniti per Casoli                     | 6 giugno 2016                                     | in carica                                         |                                                   |